# Adolph Schliemann
Wilhelm Karl Adolph Schliemann, mitunter fälschlich: Adolph Karl Wilhelm Schliemann (* 21. Juni 1817 in Mölln; † 19. Januar 1872 in Leipzig) war ein Reichsoberhandelsgerichtsrat und Jurist, der auch als Theologe und Schachspieler hervortrat.

## Familie
Adolph Schliemann wurde im lauenburgischen Mölln geboren als ältestes von 11 Kindern des evangelischen Theologen (Christian Ludwig) Friedrich Schliemann (1790–1861) und dessen Frau (Maria Sophia) Magdalena, geb. Becker (1792–1861). Friedrich Schliemann war Bruder des Pastors Ernst (Johann Adolph) Schliemann (1780–1870), des Vaters des 1822 in Neubukow geborenen späteren Archäologen Heinrich Schliemann, der von 1832 bis 1833 in Friedrichs Haushalt aufgenommen wurde. Friedrich Schliemann war nach 1816 Kantor in Mölln, wurde Anfang 1823 zum zweiten Prediger in Grevesmühlen gewählt,. Er war seit 1826 Pastor in Kalkhorst und seit 1842 Propst des dortigen Sprengels. Als Propst traute Friedrich Schliemann 1851 Luise Kuntze und den Dichter Fritz Reuter.
Unter Adolphs sechs Geschwister waren:
- Julius Ludolf (1821–1910) der 1847 in Hamburg Friederike Mathilde Kahlbrock (* 1824, † 1891) heiratete und nach 1850 in die Vereinigten Staaten auswanderte. Beide hatten 10 Kinder.[7]
- Sophie Schliemann (1822–1868)
- Ferdinand (Friedrich Johann) (1825–1899), der ebenfalls nach Amerika auswanderte. Er kehrte 1857 vorübergehend zurück um Caroline Kuntze zu heiraten und nachzuholen, eine Schwester von Luise. Ferdinand war Bauer und County-Recorder in Woodland (Kalifornien).[8]

Den Beruf des Vaters ergriff auch Adolphs Bruder, Friedrich (Wilhelm Andreas Franz) Schliemann (1829–1900), der Pastor in Alt Meteln war und 1859 eine Umschreibende Erklärung des Mecklenburgischen Landeskatechismus veröffentlichte.
Adolph heiratete am 9. Februar 1850 Charlotte (Ernestine Katharina) Stamer (* 10. Februar 1823, † 16. Mai 1873), Tochter eines Gutspächters von Hof Mechow. Beide hatten einen Sohn Friedrich Adolf Carl (* 19. Dezember 1858, † 15. Februar 1876).

## Beruf
Zur Vorbereitung auf das Gymnasium erhielten die Kinder im Kalkhorster Pfarrhaus Privatunterricht in Latein und Adolph zudem in Altgriechisch bei dem Studenten Carl Andreß (1808–1885), der später Hilfsbeamter an der Bibliothek Neustrelitz wurde. Adolph Schliemann besuchte seit 1833 die Große Stadtschule Wismar. Von Ostern 1836 bis 1842 studierte er Philologie und Theologie in Rostock, Berlin, Bonn, erneut Berlin und Rostock. In Rostock gewann er mit seiner eingereichten Lösung die philologische Preisaufgabe. 1839 legte er das erste theologische Examen ab. In Berlin, wo Schliemann unter Anleitung von Daniel Amadeus Neander Dogmengeschichte studierte, wurde im Sommer 1840 seine Lösung der theologischen Preisaufgabe prämiert. Eine Ausarbeitung erschien 1844 im Verlag Friedrich Perthes. Mit dieser einflussreichen Schrift zum Thema die Clementinen nebst den verwandten Schriften und der Ebionitismus wurde er 1844 in Königsberg zum Lizentiat promoviert und hielt ab 1844 in Rostock theologische Vorlesungen. Nun begann Schliemann ab Oktober 1845 in Rostock ein zusätzliches Studium der Rechtswissenschaften, wo er Vorlesungen bei Agathon Wunderlich, Hermann von Buchka, Heinrich Thöl, Wilhelm von Türk, Rudolf von Jhering, Christoph Johann Friedrich Raspe, Burkard Wilhelm Leist und Johann Friedrich Kierulff hören konnte. Nach der Promotion 1848 ließ er sich als Privatdozent und Rechtsanwalt in Rostock nieder. Er vertrat die Regierung Mecklenburgs gegen die mecklenburgische Ritterschaft im Streit um die neue Verfassung, der 1851 mit dem Freienwalder Schiedsspruch entschieden wurde. Ab Oktober 1851 schlug Schliemann die Richterlaufbahn in Mecklenburg ein (siehe Verwaltungsgeschichte Mecklenburgs #Justizverwaltung). Zunächst wurde er interimistisch Mitarbeiter der Justizkanzlei zu Güstrow, 1853 dort Kanzleirat, 1854 außerordentlicher Hilfsarbeiter am Oberappellationsgericht in Rostock, 1855 Mitglied der Justizkanzlei Schwerin und zudem 1856 Mitglied der juristischen Prüfungskommission. Im Jahr 1870 wurde Schliemann überdies zum Richter am neubegründeten Bundesoberhandelsgericht in Leipzig ernannt, erkrankte dort aber schon nach einigen Monaten schwer und verstarb im Januar 1872 an einem alten Hals- und Brustleiden. Schliemanns 1858 erschienene Kritische Bemerkungen zum Entwurf eines allgemeinen deutschen Handelsgesetzbuchs fanden den Beifall des Handelsrechtlers Levin Goldschmidt. welcher auch später Quellenkenntnis, Urteilsvermögen, Scharfsinn und Form der juristischen Publikationen Schliemanns hervorhob.

## Verhältnis zu Heinrich Schliemann
Nachdem Heinrichs Mutter Luise am 22. März 1831 gestorben war, nahm Heinrichs Vater Ernst kurze Zeit später seine Geliebte Sophie Schwarz in das Pfarrhaus von Ankershagen auf, was bei den Dorfbewohnern und in der Kirchengemeinde als unsittlich galt und weshalb im Februar 1832 gegen ihn ein Amtsenthebungsverfahren eingeleitet wurde. Heinrich und seine älteren Geschwister wurden daraufhin im Frühjahr 1832 zu Verwandten gegeben. Heinrich kam nach Kalkhorst in die Familie des Onkels Friedrich, wo er am Privatunterricht durch Carl Andreß teilnahm. Ab 1833 besuchte Heinrich für wenige Monate das Gymnasium Carolinum (Neustrelitz), musste aber aufgrund mangelnden Schulgeldes auf die Realschule wechseln.
Nachdem Heinrich im Erwachsenenalter Altgriechisch erlernt hatte, meinte er, seine Liebe zu dieser Sprache sei geweckt worden, als er den Klang von Adolphs Stimme beim Memorieren von Versen hörte. Heinrich wurde vom Tod der Cousine Sophie in eine Lebenskrise gestürzt, und stiftete ihr Grabkreuz. Heinrich beriet sich mit Adolph, als er seine Ehe mit der Russin Jekaterina Petrowna Lyshina gegen ihren Willen scheiden lassen wollte. Zudem sprach Adolph für Heinrich bei der philosophischen Fakultät der Universität Rostock wegen der Möglichkeit einer Promotion vor. Heinrich schickte sein Gesuch am 12. März 1869 an Adolph, der es für ihn einreichen sollte und reiste am Folgetag nach Amerika ab. Die Promotion erfolge am 27. April 1869 in Heinrichs Abwesenheit, und am 30. Juni 1869 erreichte Heinrich eine Scheidung von Jekaterina vor einem Gericht in Indianapolis (USA).

## Schachspieler
Schliemann war ein Schachexperte von Meisterstärke. In Schwerin gründete er 1859 einen Schachclub, der den Mittelpunkt des Mecklenburger Schachlebens bildete, und organisierte jeweils zum Jahresende Turniere. Als Präsident der Schweriner Schachgesellschaft besuchte er im November 1863 die Berliner Schachgesellschaft und spielte 19 Partien gegen die Meister Carl Mayet, Samuel Mieses und Gustav Richard Neumann. Über mehrere Jahre spielte Schliemann häufig Schachpartien u. a. mit August Kliefoth (geb. 1836), der In Rostock zunächst Theologie und später auch Philosophie studierte. Beim Schweriner Turnier am 29. und 30. Dezember 1862, an dem 10 Spieler teilnahmen gewann Kliefoth den ersten Preis, während Schliemann geteilter Zweiter wurde. In den folgenden Tagen spielten Kliefoth und Schliemann zudem einen auf 5 Partien angesetzten Wettkampf, in dem Schliemann mit 2,5:1,5 führte, aber die fünfte Partie nicht beendet wurde. Eine Gewinnpartie Kliefoths gegen Schliemann 1862 in Schwerin nahm die bekannte Kurzpartie Joseph Henry Blackburne – H.W.B. Gifford, den Hague 1874 wesentlich vorweg. Unter der Schliemann-Verteidigung oder dem Jänisch-Gambit wird in der Eröffnungstheorie heutzutage die Variante der Spanischen Partie 1. e2–e4 e7–e5 2. Sg1–f3 Sb8–c6 3. Lf1–b5 f7–f5 verstanden, welche bereits 1847 von Carl Ferdinand Jänisch untersucht worden ist. In dem Buch „Über Adolph Schliemann und die Schweriner Schachgeschichte der 1860er-Jahre“ wird die These vertreten, dass auch Schliemann eine heute nicht mehr bekannte Analyse zu dieser Zugfolge anfertigte und sich hieraus die Bezeichnung der Variante als Schliemann-Verteidigung entwickelte.
|   | a | b | c | d | e | f | g | h |   |
| 8 |   |   |   |   |   |   |   |   | 8 |
| 7 |   |   |   |   |   |   |   |   | 7 |
| 6 |   |   |   |   |   |   |   |   | 6 |
| 5 |   |   |   |   |   |   |   |   | 5 |
| 4 |   |   |   |   |   |   |   |   | 4 |
| 3 |   |   |   |   |   |   |   |   | 3 |
| 2 |   |   |   |   |   |   |   |   | 2 |
| 1 |   |   |   |   |   |   |   |   | 1 |
|   | a | b | c | d | e | f | g | h |   |

Stellung nach 4. … f7–f5
Hierdurch erklärt sich die Namensgebung der Eröffnung, obwohl Schliemann in einem Aufsatz von 1867 die heute als Cordel Verteidigung bezeichnete Eröffnung 1. e2–e4 e7–e5 2. Sg1–f3 Sb8–c6 3. Lf1–b5 Lf8–c5 nach 4. c2–c3 f7–f5 (Diagramm) empfohlen hatte. Der Schachpublizist Hermann Hirschbach hielt die von Schliemann angegebene Variante 5. d2–d4 f5xe4 6. Lb5xc6 d7xc6 7. Sf3xe5 Lc5–d6 durch die Zugfolge 8. Dd1–h5+ g7–g6 9. Se5xg6 Sg8–f6 10. Dh5–h6 Th8–g8 11. Sg6–h4 für widerlegt.
|   | a | b | c | d | e | f | g | h |   |
| 8 |   |   |   |   |   |   |   |   | 8 |
| 7 |   |   |   |   |   |   |   |   | 7 |
| 6 |   |   |   |   |   |   |   |   | 6 |
| 5 |   |   |   |   |   |   |   |   | 5 |
| 4 |   |   |   |   |   |   |   |   | 4 |
| 3 |   |   |   |   |   |   |   |   | 3 |
| 2 |   |   |   |   |   |   |   |   | 2 |
| 1 |   |   |   |   |   |   |   |   | 1 |
|   | a | b | c | d | e | f | g | h |   |

Stellung vor 11. … Ld6–f8
Hierauf fand Schliemann die Erwiderung 11. … Ld6–f8! (Diagramm) mit der Idee 12. Dh6–f4 Lf8–d6 13. Df4–h6 (Ausgleich wegen Zugwiederholung, oder 13. Df4–e3 Dd8–e7), und sah Schwarz im Fall von 12. Dh6–e3 Dd8–e7 sogar im Vorteil. Beim 1. Norddeutschen Schachkongress in Hamburg spielte Schliemann am 2. Juni 1868 in der Finalpartie um den Turniersieg gegen Max Lange nach 4. 0–0 erneut seine Variante. Lange reagierte mit 5. d2–d3 und konnte gewinnen. Schliemanns Zug 4. … f7–f5 wird heutzutage als zweischneidig beurteilt.

## Werke
- Die Clementinen nebst den verwandten Schriften und der Ebionitismus, ein Beitrag zur Kirchen- und Dogmengeschichte der ersten Jahrhunderte. Perthes, Hamburg 1844.
- Die Haftung des Cedenten. Ein Beitrag zur Lehre von der Cession. Preisschrift, Rostock 1848. (2. Ausg. 1850; Neuauflage: Kessinger Publishing, Whitefish Montana 2010)
- Kritische Bemerkungen zum Entwurf eines allgemeinen deutschen Handelsgesetzbuchs (nach den Beschlüssen der zweiten Lesung). Schwerin 1858.
- Die Lehre vom Zwange. Eine civilistische Abhandlung. Rostock 1861.
- Beiträge zur Lehre von der Stellvertretung beim Abschluß obligatorischer Verträge. I. Stellvertreter, Bote, Briefträger, In: Zeitschrift für das gesammte Handelsrecht. Bd. XVI (N. F. Bd. I) S. 1–31.